# Драгомирово (Великотирновська область)
Драгоми́рово (болг. Драгомирово) — село у Великотирновській області Болгарії. Входить до складу общини Свиштов.

## Населення
За даними перепису населення 2011 року у селі проживали 706 осіб.
Національний склад населення села:
| Національність   | Кількість осіб | Відсоток |
| ---------------- | -------------- | -------- |
| болгари          | 590            | 96,1 %   |
| турки            | 19             | 3,1 %    |
| Всього відповіли | 614            |          |

Розподіл населення за віком у 2011 році:
Динаміка населення: